# 2021年鐵路
此條目列出2021年發生有關鐵路運輸的事件。

## 事件

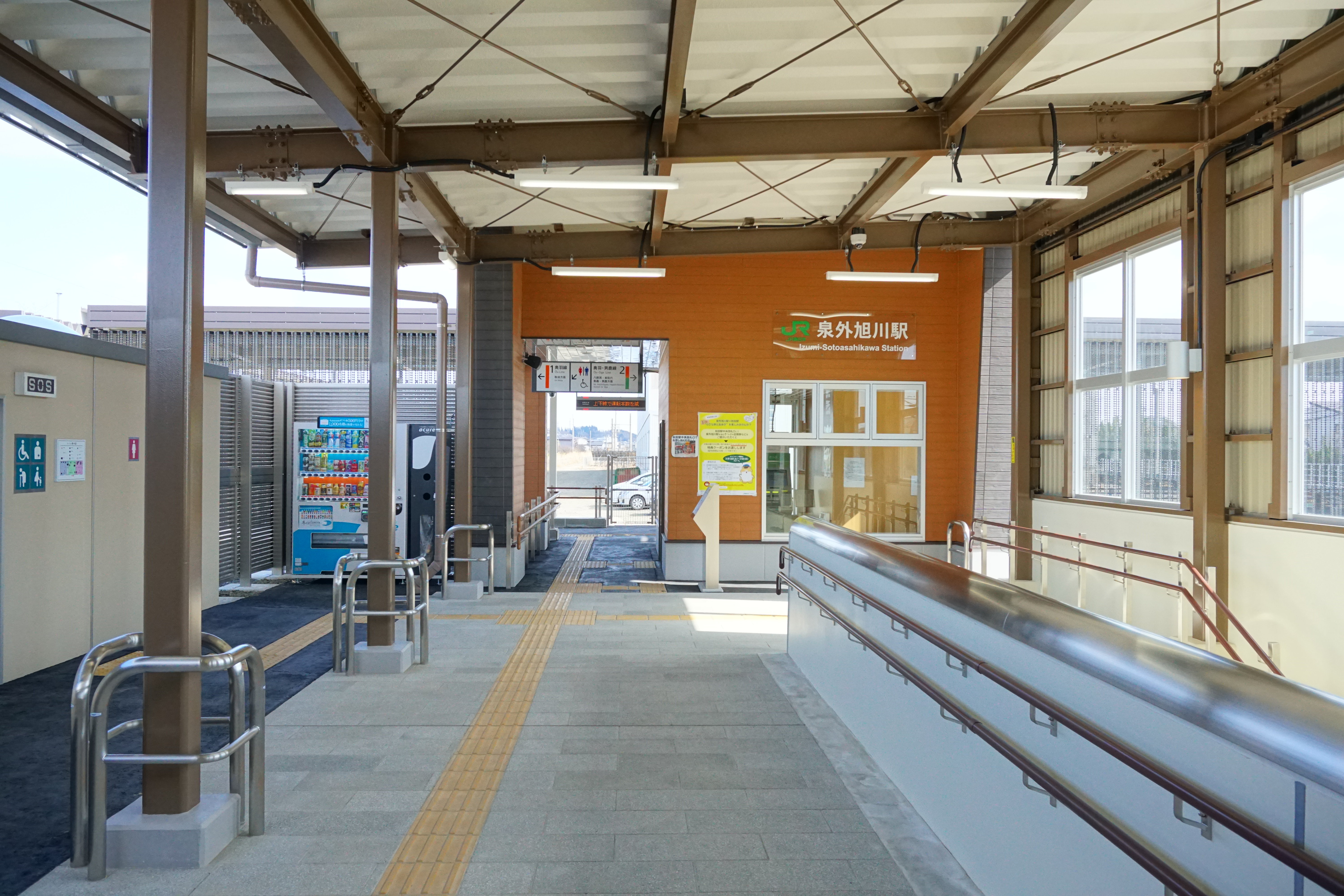
泉外旭川站入口

### 1月
- 1月1日：杜拜地鐵紅線支線通車。
- 1月2日：武漢地鐵8號線二期及11號線東延通車[1]。
- 1月4日：懷特島鐵路島線暫停營運。
- 1月4日：伊斯坦堡電車5號線延長。
- 1月4日：蒙特利爾通勤鐵路聖·熱羅姆線加設米拉貝爾站。
- 1月12日：高雄環狀輕軌延長至鼓山區公所站及凱旋公園站。
- 1月15日：班加羅爾地鐵綠線延長。
- 1月16日：彼爾姆電車6/11號線延長。
- 1月20日：重庆轨道交通环线剩余段、5号线一期南段通车[2]。
- 1月22日：京瀋高速鐵路全線通車，四縱四橫的高速鐵路網至此全部通車[3]。
- 1月23日：上海轨道交通15号线通车[4]。
- 1月28日：株洲站城际场启用[5]。

### 2月
- 2月3日：瀋陽有軌電車5號線延長至李石寨。
- 2月4日：重庆轨道交通环线天星桥站和仁济站开通[6]。
- 2月8日：连徐客运专线开通运营[7]。
- 2月14日：曼谷大眾運輸系統是隆線加設聖類思站（S4）。
- 2月14日：清奈地鐵清奈地鐵藍線（英语：Blue Line (Chennai Metro)）延長。
- 2月14日：威爾斯鐵路坎布里安線（英语：Cambrian Line）於錫爾迪金加設堡街車站。
- 2月22日：加爾各答地鐵1號線延長。
- 2月27日：蒙特雷地鐵3號線通車。

### 3月
- 3月8日：位於約靈東部的約靈東站（英语：Hjørring East station）開通。
- 3月12日：埃斯基謝希爾電車12號線延長。
- 3月12日：奧羽本線（山形線）之赤岩站正式廢站。
- 3月13日：奧羽本線加設泉外旭川站，越後心跳鐵道加設越後押上翡翠海岸站，常陸那珂海濱鐵道加設美乃濱學園站，土佐黑潮鐵道加設安藝綜合醫院前站。
- 3月16日：德黑蘭地鐵6號線延長通車。
- 3月25日：台中捷運綠線完成檢修後恢復試營運。
- 3月26日：济南轨道交通2号线开通运营[8]。
- 3月26日：索哈傑火車相撞事故，導致19死185傷。
- 3月27日：河南線延長至河南黔丹山站。
- 3月28日：洛阳轨道交通1号线开通运营[9]。
- 3月30日：沈阳地铁9号线皇姑屯站站开通。

### 4月
- 4月1日：莫斯科地鐵大環線支線延長。
- 4月1日：懷特島鐵路島線恢復營運。
- 4月1日：日高本線大部份路段（鵡川至樣似）正式廢止。（實際上自2015年1月起無法通行至今[10]）
- 4月2日：台灣花蓮縣秀林鄉發生太魯閣號列車出軌事故，導致49死218傷。
- 4月6日：連接漢密頓和奧克蘭的城際列車服務Te Huia開始運行。
- 4月6日：石家庄地铁3号线一期东段和二期开通运营[11]。
- 4月6日：赫爾辛基電車6號線延長。
- 4月10日：法蘭西島有軌電車9號線啟用。
- 4月23日：都靈地鐵1號線延長。
- 4月24日：索菲亞地鐵3號線延長。
- 4月25日：台中捷運綠線正式通車。
- 4月28日：貴陽地鐵2號線通車。

### 5月
- 5月3日：赫爾辛基電車9號線延長。
- 5月3日：墨西哥城地铁12号线的一段高架路段发生坍塌事故，導致至少26人死亡。
- 5月15日：位於雲南丘北縣的文山有軌電車4號線收費試運行。
- 5月15日：斯德哥爾摩電車31號線延長。
- 5月22日：首爾地鐵7號線延長至石南站。
- 5月24日：巴生谷綜合運輸系統格拉那再也綫發生列車相撞事故，導致213人受傷。
- 5月29日：伊斯坦堡地鐵9號線（英语：M9 (Istanbul Metro)）通車。
- 5月29日：莫斯科東站啟用。
- 5月31日：巴庫地鐵紫線延長至11月8日站。

### 6月
- 6月1日：杜拜地鐵紅線延長。
- 6月4日：蘭新鐵路列車撞人事故，導致9人死亡。
- 6月7日：巴基斯坦鐵路列車相撞事故，導致65人死亡150人受傷[12]。
- 6月20日：上海地鐵黃陂南路站及新天地站加入一大會址字樣。
- 6月25日：拉林鐵路通車，廈門軌道交通3號線通車。
- 6月26日：鄭州地鐵3號線延長。
- 6月27日：屯馬綫全綫通車，原來的西鐵綫和屯馬綫一期併入屯馬綫。
- 6月28日：绵泸高速铁路（内自泸段）、杭州地鐵8號線、常州地鐵2號線、徐州地鐵3號線、杭海城际、绍兴轨道交通1号线（柯桥段）[13]通車。
- 6月29日：西安地铁14号线开通并与西安机场城际轨道贯通运营，统一称14号线[14]；苏州轨道交通5号线开通[15]。

### 7月
- 7月5日：馬尼拉輕軌2號線延長。
- 7月9日：柏林地鐵5號線博物館島站（德语：U-Bahnhof Museumsinsel）啟用。
- 7月10日：杭州地铁1号线临平支线改为杭州地铁9号线独立运营。
- 7月20日：河南省暴雨成災，鄭州地鐵全線停運，其中5號線一列車被困在隧道內被洪水淹浸，並造成14人死亡，途經鄭州的國鐵和高鐵都受不同程度的停運影響。
- 7月20日：青岛地铁8号线胶东机场站开通。

### 8月
- 8月2日：曼谷近郊鐵路淺紅線及曼谷近郊鐵路暗紅線開始試營運。
- 8月3日：朝凌高速铁路通车[16]。
- 8月4日：捷克西部皮爾森州皮爾森與多馬日利采之間發生列車相撞事故，造成3人死亡和67人受傷[17]。
- 8月6日：德里地鐵粉紅線貫通。
- 8月9日：济青高速铁路青岛机场站开通运营[18]。
- 8月9日：坦佩雷輕軌（英语：Tampere light rail）通車。
- 8月11日：台州市郊铁路开通运营[19]。
- 8月18日：佛山南海有轨电车1号线首通段（𧒽岗站至三山新城北站）开通运营[20]。
- 8月26日：北京地铁7号线和八通线运营区段延长至环球度假区站[21]。
- 8月28日：新加坡地鐵湯申－東海岸線由兀蘭南延長至加利谷。
- 8月29日：北京地铁1号线与八通线实施跨线运营[22]。
- 8月30日：夏洛特輕軌金線（英语：CityLynx Gold Line）通車[23][24]。

### 9月
- 9月2日：乌将铁路准东至沙地段新增二线开通运营[25]。
- 9月15日：咸铜铁路电气化完毕，铜川东站恢复办理客运业务。
- 9月17日：杭州地铁7号线延长至市民中心站，9号线延长至龙安站[26]。
- 9月18日：德里地鐵灰線延長。
- 9月19日：哈尔滨地铁2号线开通运营[27]。
- 9月20日：倫敦地鐵北線延長至巴特錫發電站站。
- 9月25日：一列帝國建設者號列車於蒙大拿州出軌，導致三人死亡，超過50人受傷[28]。

- 9月28日：广州地铁18号线首通段（冼村至万顷沙）开通运营[29]。
- 9月30日：兴泉铁路兴国至清流段、浦梅铁路建宁至冠豸山段（建化铁路、清冠铁路）开通运营[30]。

### 10月
- 10月2日：西雅圖海灣輕軌1號線延長至北門（英语：Northgate Link extension）。
- 10月8日：长春轨道交通2号线延长至汽车公园站[31]。
- 10月20日：達特穆爾線埃克塞特至奧克漢普頓段恢復日常載客服務[32]。
- 10月30日：長項線湯井站、議政府輕電鐵複合文化融合園區站啟用。
- 10月31日：兩列列車於索爾茲伯里東北相撞，導致15人受傷[33][34]。

### 11月
- 11月3日：芜湖轨道交通1号线开通运营[35]。
- 11月6日：杭州地铁6号线延长至枸桔弄站[36]。
- 11月6日：河內都市鐵路2A號線通車，成為越南第一條地鐵。[37]
- 11月7日：巴塞隆拿地鐵10號線延長。
- 11月21日：聖迭戈有軌電車藍線中海岸走廊運輸計劃通車。
- 11月21日：隴海鐵路的常興站更名為眉縣東站 [38]。
- 11月26日：哈爾濱地鐵3號線二期（東南半環）通車[39]。
- 11月29日：塞格德至霍德梅澤瓦的輕軌-火車系統通車。

### 12月
- 12月3日：玉磨鐵路、磨萬鐵路通車[40][41]。
- 12月5日：兰新铁路第二双线山丹马场站开办客运业务。
- 12月6日：张吉怀高速铁路、牡佳客运专线通车。
- 12月7日：天津地铁5号线延长至李七庄南站[42]。
- 12月7日：莫斯科地鐵大環線西南段全線通車。
- 12月10日：贛深客運專線通車。
- 12月12日：奧格斯堡電車3號線延長至柯尼希斯布倫之柯尼希斯布倫中央站。
- 12月15日：清绿铁路退役。
- 12月15日：雅典有軌電車延伸至比雷埃夫斯市中心。
- 12月15日：奧拉迪亞電車5、7號線延長。
- 12月16日：高雄環狀輕軌鼓山區公所站至美術館站通車。
- 12月16日：南寧軌道交通5號線通車。
- 12月17日：無錫地鐵4號線通車。
- 12月17日：聖保羅地鐵4號線延長至索杺亞村站。
- 12月18日：首爾地鐵8號線加入南慰禮站。
- 12月21日：馬德里－加利西亞高速鐵路薩納夫里亞鎮－奧倫塞段通車。
- 12月24日：瀋陽至佳木斯高鐵长白山至敦化段通车[43]。
- 12月26日：日兰高速铁路曲阜至菏泽至庄寨段通车。酒额铁路酒泉至东风段通车。洛阳地铁2号线一期、武汉地铁5号线、6号线二期、16号线、南昌地铁4号线、合肥地铁4号线通车。
- 12月28日：天津地鐵4號線南段、天津地鐵6號線二期（8號線南段）[44]、南京地铁2号线西延伸段、南京地铁S6号线、佛山地铁2号线一期、芜湖轨道交通2号线、大連地鐵13號線一期、宁波轨道交通5号线、深圳地铁20号线一期通車。重庆轨道交通环线、4号线、5号三线互联互通直快列車正式发车。
- 12月27日：達喀爾站至Diamniadio之地區特快列車（Train Express Regional Dakar-AIBD）正式通車。
- 12月28日：釜山廣域市廣域電鐵東海線第二階段工程路段（釜山日光站－蔚山太和江站）完工通車。
- 12月29日：坎普爾地鐵藍線通車。
- 12月29日：聖保羅地鐵15號線延長至殖民花園站。
- 12月30日：上海地鐵14號線及18號線北段通車。青岛地铁1号线南段（青岛北站-王家港）通车[45]。京港高速铁路安九段通车[46]。
- 12月31日：北京地铁8号线剩余段（中国美术馆-珠市口）、11号线西段（金安桥-新首钢）、14号线剩余段（西局-北京南站）、17号线南段（十里河-嘉会湖）、19号线一期（新宫-牡丹园）、首都机场线西延（东直门-北新桥）、S1线剩余段（金安桥-苹果园）通车[47]，16号线延长至玉渊潭东门站，昌平线延长至清河站[48][49]。长春地铁3号线东延至偽滿皇宮站。